# 김혜옥 (배구 선수)
김혜옥(1988년 3월 24일~)는 조선민주주의인민공화국의 배구 선수이다. 소백수체육단과 조선민주주의인민공화국 여자 배구 국가대표팀에서 뛰었으며, 2010년 아시안 게임에 참가했다.